# Johan Furhoff
Lars Johan Furhoff (* 7. Juli 1969 in Stockholm-Hässelby) ist ein schwedischer Schachspieler.
1995 gewann er das Kristallen KM Open in Stockholm, 2001 belegte er bei einem Third Saturday-Turnier in Belgrad den geteilten ersten Platz. Zur Jahreswende 2006/07 belegte er den 5. Platz beim Rilton Cup in Stockholm, einen halben Punkt hinter dem Sieger Robert Fontaine. 2010 gewann er das Salongerna Vårturnering in Stockholm.
1994 wurde er FIDE-Meister und seit Oktober 2008, seit Überschreiten der Elo-Grenze von 2400, trägt er den Titel Internationaler Meister. Die Normen hierfür erzielte er beim Open in Kopenhagen im Januar 1996 sowie mit Übererfüllung bei den Rilton Cups zum Jahreswechsel 2002/03 (mit Siegen gegen unter anderem Jekaterina Kowalewskaja und Sergei Wladimirowitsch Iwanow) und 2006/07 (mit Siegen gegen unter anderem Tomi Nybäck und Slavko Cicak) in Stockholm.
Vereinsschach spielt er für den Stockholmer Verein Södra SASS, mit dem er in der Saison 1996/97 und von 1998 bis 2006 in der Elitserien vertreten war. Seine Elo-Zahl liegt bei 2324 (Stand: Juni 2021), seine bisher höchste war 2413 im April 2009.